# Andreas Babler
Andreas Babler (ur. 25 lutego 1973 w Mödling) – austriacki polityk i samorządowiec, parlamentarzysta, od 2023 przewodniczący Socjaldemokratycznej Partii Austrii (SPÖ), od 2025 wicekanclerz oraz minister w rządzie federalnym.

## Życiorys
Kształcił się w szkole technicznej HTL Mödling. W latach 2007–2009 studiował komunikację polityczną na Universität für Weiterbildung Krems. Był m.in. pracownikiem magazynu i żołnierzem kontraktowym. Od 1989 działał w socjalistycznej młodzieżówce Sozialistische Jugend Österreich. Pełnił funkcje jej sekretarza w Dolnej Austrii (1995–1996) i na szczeblu federalnym (1996–2000). Był wiceprzewodniczącym IUSY (1997–2000) i przewodniczącym europejskiego komitetu tej organizacji (2000–2001).
W 1995 z ramienia Socjaldemokratycznej Partii Austrii zasiadł w radzie miejskiej w Traiskirchen. Od 2004 był urzędnikiem miejskim, w 2006 został kierownikiem biura burmistrza. W latach 2007–2014 wchodził w skład miejskiej egzekutywy, a w 2014 objął urząd burmistrza Traiskirchen. W marcu 2023 został członkiem Rady Federalnej. Uznawany za przedstawiciela lewicowego skrzydła socjaldemokratów; w przeszłości określał się jako marksistę oraz zwolennika monopolistycznego kapitalizmu państwowego.
W 2023 kandydował następnie na przewodniczącego partii. W głosowaniu przeprowadzonym wśród członków SPÖ zajął drugie miejsce za Hansem Peterem Doskozilem. W czerwcu 2023 ubiegał się o tę funkcję podczas partyjnego kongresu. Zgodnie z początkowo ogłoszonymi wynikami przegrał w głosowaniu ze starostą krajowym Burgenlandu. Ustalono jednak, że podczas podliczania głosów popełniono jednak błąd; po zweryfikowaniu wyników okazało się, że Andreas Babler wygrał te wybory, zostając nowym liderem socjaldemokratów.
W wyborach w 2024 uzyskał mandat deputowanego do Rady Narodowej. Po kilku miesiącach jego ugrupowanie zawarło koalicję z ÖVP i partią NEOS. W marcu 2025 Andreas Babler został powołany na urząd wicekanclerza w rządzie Christiana Stockera, został wówczas także ministrem sztuki, kultury, służby cywilnej i sportu. W kwietniu 2025 w wyniku zmian struktury resortów odebrano mu nadzór nad służbą cywilną, a do jego ministerstwa przekazano sprawy mieszkalnictwa i mediów.